# Cyprus Today
Cyprus Today est le premier journal anglophone de Chypre du Nord. Fondé le 12 octobre 1991, il est bi-hebdomadaire et dispose d'une équipe multinationale.
Le journal contient des nouvelles récentes de Chypre du Nord et du Sud ainsi que des nouvelles internationales, du divertissement ainsi que du sport.
Le rédacteur en chef du journal est Gill Fraser.